# Amator (film 1979)
Amator − polski film psychologiczny z 1979 roku w reżyserii Krzysztofa Kieślowskiego, zrealizowany na podstawie autorskiego scenariusza. Głównym bohaterem filmu jest zaopatrzeniowiec w zakładzie przemysłowym, Filip Mosz (Jerzy Stuhr), którego dotychczasowe życie zmienia się po zakupie amatorskiej kamery filmowej.
Amator, uznawany za przełomowe dzieło w karierze Kieślowskiego, zaliczany jest w poczet nurtu kina moralnego niepokoju. Reżyser, biorąc pod uwagę własne dotychczasowe doświadczenia z kręceniem filmów dokumentalnych, ukazał niebezpieczeństwa związane z zawodem dokumentalisty. Dzieło Kieślowskiego zostało ciepło przyjęte zarówno przez polską, jak i zagraniczną krytykę: chwalono scenariusz, zabiegi autotematyczne oraz krytyczne podejście do sztuki filmowej, natomiast niechęć wzbudzał stereotypowo rozegrany wątek żony głównego bohatera. Film zdobył Złoty Medal oraz wyróżnienie FIPRESCI na Międzynarodowym Festiwalu Filmowym w Moskwie, przecierając szlak ku późniejszej międzynarodowej karierze reżysera.

## Fabuła
Głównym bohaterem filmu jest Filip Mosz, zaopatrzeniowiec w zakładzie przemysłowym położonym niedaleko Krakowa. Punktem zwrotnym w jego życiu jest zakup kamery filmowej, za pomocą której dokumentuje on narodziny i rozwój swej córki. Na wieść o zakupie Mosza kierownik zakładu pracy zleca mu nakręcenie filmu z okazji dwudziestopięciolecia powstania przedsiębiorstwa.
Filip za swój film otrzymuje nagrodę i zakłada Amatorski Klub Filmowy, który pod swoją opiekę bierze dyrektor zakładu. Coraz bardziej angażuje się w prace filmowe, zaniedbując rodzinę i dom. Kręci krytyczny film o miasteczku i film o robotniku-kalece. Gdy zostają one wyświetlone w telewizji, Filip przekonuje się, że jego działalność ma swoje konsekwencje. Po zasadniczej rozmowie z dyrektorem Filip postanawia zrezygnować z robienia filmów, nie chcąc zaszkodzić komukolwiek. Gdy wraca do domu, orientuje się, że żona z dzieckiem wyprowadziła się, nie mogąc znieść ciągłego życia w napięciu. Filip odwraca kamerę ku sobie i opowiada historię swojego życia.

## Obsada
Źródło: Filmpolski.pl
- Jerzy Stuhr − Filip Mosz
- Małgorzata Ząbkowska(inne języki) − Irka, żona Filipa
- Ewa Pokas − Anna Włodarczyk

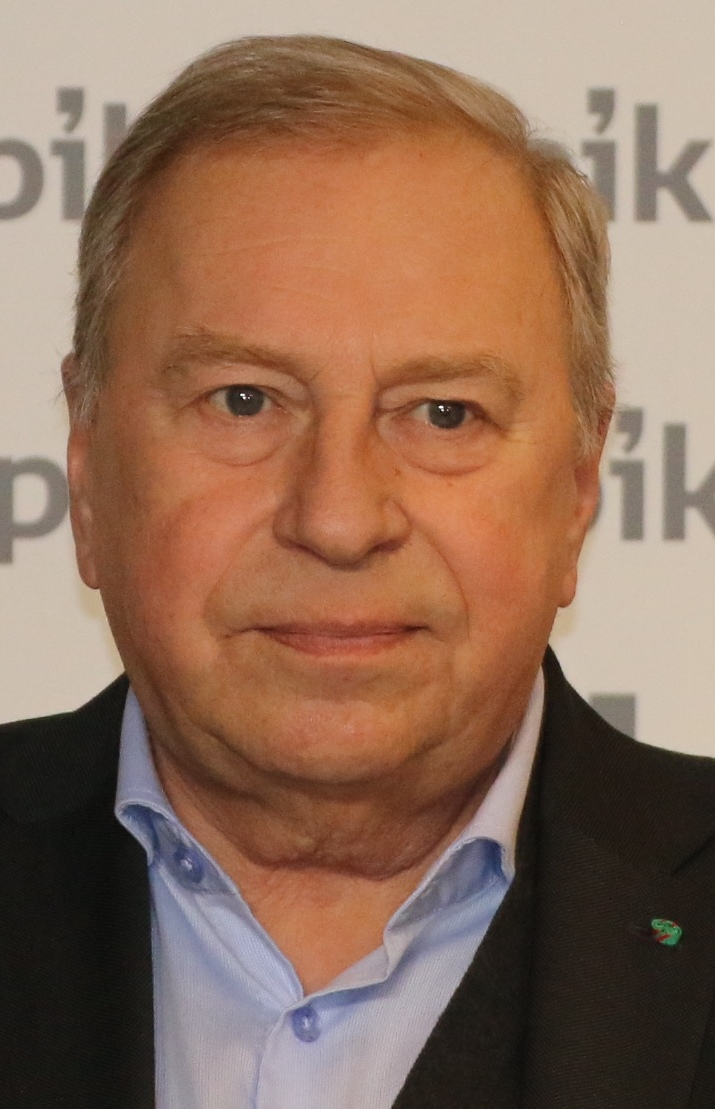
Jerzy Stuhr (2018) był odtwórcą roli Filipa Mosza

- Stefan Czyżewski − Halski, dyrektor fabryki
- Jerzy Nowak − Stanisław Osuch, kierownik Filipa
- Tadeusz Bradecki − Witek Jachowicz, przyjaciel Filipa
- Marek Litewka − Piotrek Krawczyk, sąsiad Filipa
- Bogusław Sobczuk − Kędzierski, redaktor w telewizji
- Krzysztof Zanussi − w roli samego siebie
- Andrzej Jurga(inne języki) – w roli samego siebie
- Tadeusz Rzepka – Wawrzyniec, pracownik-inwalida
- Aleksandra Kisielewska − sekretarka Hania
- Alicja Bienicewicz − Jaśka
- Włodzimierz Maciudziński − Stelmaszczyk

## Produkcja

### Prace przygotowawcze

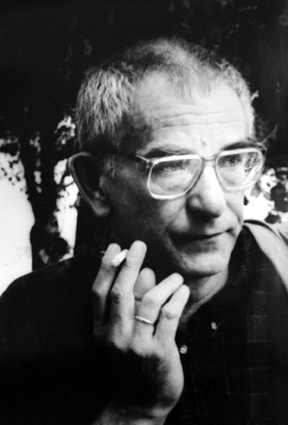
Krzysztof Kieślowski, reżyser filmu

Pierwowzorem postaci Filipa Mosza był twórca Amatorskiego Klubu Filmowego „Klaps”, Franciszek Dzida. Kieślowski spotkał go w Krakowie na V Konfrontacjach Filmowych, gdzie Dzida był przewodniczącym jury. Poznawszy Dzidę, Kieślowski poprosił go o napisanie Kartek z pamiętnika wiejskiego działacza kultury, które posłużyły za materiał do scenariusza Amatora. Reżyser wzbogacił ów materiał o własne doświadczenia jako reżysera filmów dokumentalnych. Kręcąc Amatora, już po kilku dniach zdjęć „złapał rytm” nieporównywalny z poprzednimi filmami. Przed kamerą oprócz zawodowych aktorów znaleźli się również Andrzej Jurga, który pracował wówczas nad programem telewizyjnym o filmach amatorskich, a także sam Krzysztof Zanussi, wówczas prezes ogólnopolskiej Rady Dyskusyjnych Klubów Filmowych, który rozpoczynał swoją karierę filmową w ruchu amatorskim. Do obsady dołączył również Tadeusz Sobolewski, który znalazł się w jury filmowego festiwalu amatorskiego. Jak twierdził Sobolewski: „[Kieślowski] kazał mi przyjechać na zdjęcia, tak jak stałem: długie włosy, dżinsy, wysokie buty. Poczułem się jak naturszczyk”.

### Obsada, zdjęcia
Główną rolę w Amatorze zagrał Jerzy Stuhr, którego poprzednia rola wodzireja-antybohatera w filmie Wodzirej (1978) Feliksa Falka groziła zaszufladkowaniem aktora do ról negatywnych. Cała pierwsza sekwencja, w której Mosz stara się zawieźć ciężarną żonę do szpitala, służyła „ociepleniu Stuhra”: „Po tej sekwencji nikt już w Filipie Moszu nie zobaczy wodzireja”. Zdjęcia do Amatora opracował Jacek Petrycki, który zgodnie z życzeniem reżysera zastosował paradokumentalne środki wyrazu. Należą do nich: światło naturalne w plenerach oraz sztuczne we wnętrzach, a także punkty widzenia kamery dobierane tak, że widz ma wrażenie współuczestniczenia w realnej przestrzeni. Montażystka filmu, Teresa Miziołek, niemal cały okres zdjęć spędziła na planie, gdyż film był montowany już na etapie kręcenia zdjęć.

## Odbiór

### Nagrody oraz frekwencja w kinach
W sierpniu 1979 roku Amator został wysłany na Międzynarodowy Festiwal Filmowy w Moskwie, gdzie jury w składzie: Stanisław Rostocki, Christian-Jaque, Giuseppe De Santis, Andriej Konczałowski i Jerzy Kawalerowicz, przyznało dziełu Kieślowskiego Grand Prix festiwalu, Złoty Medal. Film otrzymał również nagrodę FIPRESCI. Kilkanaście dni później powędrował na Festiwal Polskich Filmów Fabularnych, również otrzymując Grand Prix (Złote Lwy); Jerzy Stuhr za swoją kreację został uhonorowany nagrodą dla najlepszego aktora. Amator był również laureatem dwóch nagród na Koszalińskim Festiwal Debiutów Filmowych „Młodzi i Film” (nagrody specjalnej oraz za rolę Stuhra), a także nagrody Interfilm na Berlinale oraz Grand Prix Międzynarodowego Festiwalu Filmowego w Chicago. Amatora obejrzało w Polsce pół miliona widzów, co czyniło go największym lokalnym sukcesem Kieślowskiego w jego karierze.

### Krytyka w Polsce
Jak relacjonował Mirosław Przylipiak, recepcja krytyczna Amatora była pozytywna. Krzysztof Teodor Toeplitz nazwał film „polskim Powiększeniem”. W recenzjach krytycy tacy jak Małgorzata Dipont oraz Jerzy Płażewski wskazywali, iż Amator jest filmem poświęconym sztuce, a więc autotematyczną refleksją nad procesem twórczym. Dla części recenzentów, na przykład Stanisława Wyszomirskiego oraz Zygmunta Kałużyńskiego, film Kieślowskiego był również opowieścią o stopniowym dojrzewaniu psychicznym bohatera do wydobycia się z marazmu życia codziennego. Janusz Zatorski zaznaczał, iż Amator opowiada o budzeniu się w zwykłym człowieku artysty. Toeplitz zwracał uwagę na egzystencjalny charakter filmu, który zrywał z tradycją polskiego kina: „nie jest zwyczajne, by zaopatrzeniowiec stawał wobec dylematów moralności sztuki. [...] Film deformuje jego widzenie świata, odkrywa również przed nim zagadkowe problemy natury ontologicznej.
Recenzenci polscy chwalili również scenariusz: Bożena Janicka pisała o znakomitym słuchu językowym Kieślowskiego, Jerzy Trunkwalter – o wyjątkowym „wyczuciu konkretu”, a Adam Horoszczak zauważał, iż reżyser stara się zachować wielość punktów widzenia, „nie stara się być przy tym mądrzejszy od swoich bohaterów”. Krzysztof Kłopotowski wtórował głosowi Horoszczaka, zaznaczając, że Filip Mosz jest poczciwcem, z którym można się bezproblemowo utożsamić (co Toeplitz nazywał „realizmem populistycznym”). Amator nie był krytykowany za ułomności dramaturgiczne, natomiast ze sporą krytyką spotkał się wątek prywatny: żonę Mosza reżyser miał pozbawić argumentów, a ona sama uosabiała ich zdaniem stereotyp filmowej żony, która odchodzi od głównego bohatera w chwili jego sukcesów i porażek. Część krytyków raziła również publicystyczna, miejscami „naiwna i zbyt oczywista” wymowa filmu (Renata Sas).
Szereg różnorodnych interpretacji wywołało zakończenie filmu. Tomasz Hellen zasugerował, że Mosz niszczy taśmę, ponieważ dla niego niemożność wypowiedzenia prawdy jest równoznaczna z koniecznością zachowania milczenia. Dla Horoszczaka zniszczenie taśmy wyraża utratę wiary bohatera w możliwości kamery, dla Macieja Wierzyńskiego – wręcz porażkę. Kałużyński wyraził opinię, iż filmując siebie, Mosz zastosował się do słów dyrektora, a Tomasz Miłkowski – że Filip uznał wyższość racji społecznych i zrozumiał konsekwencje swoich czynów jako artysty.
W retrospektywnej analizie trzech scen z filmu Bożena Janicka dostrzegła nawiązanie do Człowieka z marmuru (1976) Andrzeja Wajdy – redaktor telewizyjny, również grany przez Bogusława Sobczuka, próbuje nakłonić Mosza do zajęcia się tematem propagandowym, tak jak Agnieszkę z filmu Wajdy. Janicka także zwróciła uwagę na autotematyczny charakter utworu. Filip wyrzuca taśmę z „nieprawomyślnym” materiałem, naprawiając niejako błąd Kieślowskiego z młodości spędzonej na kręceniu dokumentów; wreszcie finałowy zwrot kamery ku sobie wyznacza okres w twórczości Kieślowskiego, w którym „odchodzi [on] od wierności «życiu, jakie jest», w stronę wizji świata piękniejszego niż naprawdę” .

### Krytyka poza granicami Polski
Amator okazał się jednym z pierwszych filmów Kieślowskiego, które zwróciły uwagę francuskiej krytyki filmowej. W piśmie „Jeune Cinéma” Ginette Geravis włączyła Amatora do nowego nurtu polskiego kina, który był bliższy codzienności aniżeli historii. Tym bardziej, że jako jeden z aktorów w filmie figuruje Krzysztof Zanussi, który był już we Francji dobrze znany. Mireille Amiel z „Cinéma 79” była nastawiona do filmu mniej entuzjastycznie, uznając go za „przereklamowany” i czyniąc w ten sposób aluzję do nagrody na festiwalu w Moskwie. Z czasem jednak Amator został zauważony przez krytyków z „Cahiers du cinéma”. O ile Léos Carax poświęcił filmowi ledwie kilka linijek, o tyle po premierze na festiwalu w Berlinie Pascal Bonitzer uznał Amatora za film „w stylu Zanussiego, ale bardziej przyćmiony, bardziej proletariacki i okraszony humorem”. Znacznie większą wagę przywiązywał do filmu Kieślowskiego magazyn „Positif”, którego redakcja, poznawszy Amatora, umieściła reżysera na liście ulubionych twórców pisma.
Lenny Rubenstein z pisma „Cineaste” chwaliła kreację Stuhra, którego Mosz jest „nerwowy i niepewny siebie oraz swego talentu, [...] ostrożny wobec ludzi, których spotyka w trakcie filmu”. Marek Haltof ocenił Amatora jako „przełomowy film Kieślowskiego, szczyt jego wczesnej kariery w zakresie filmów fabularnych”.

## Znaczenie
Za feministyczną wersję Amatora uznawany jest film Moje pieczone kurczaki (2002) w reżyserii Iwony Siekierzyńskiej, którego bohaterka również dąży do samorealizacji poprzez tworzenie filmów i przeżywa kryzys małżeński, jednak w przeciwieństwie do bohatera filmu Kieślowskiego zachowuje związek ze światem zewnętrznym – udaje jej się zrealizować osobisty film dokumentalny na temat swojego męża.